# Kolberg (film)

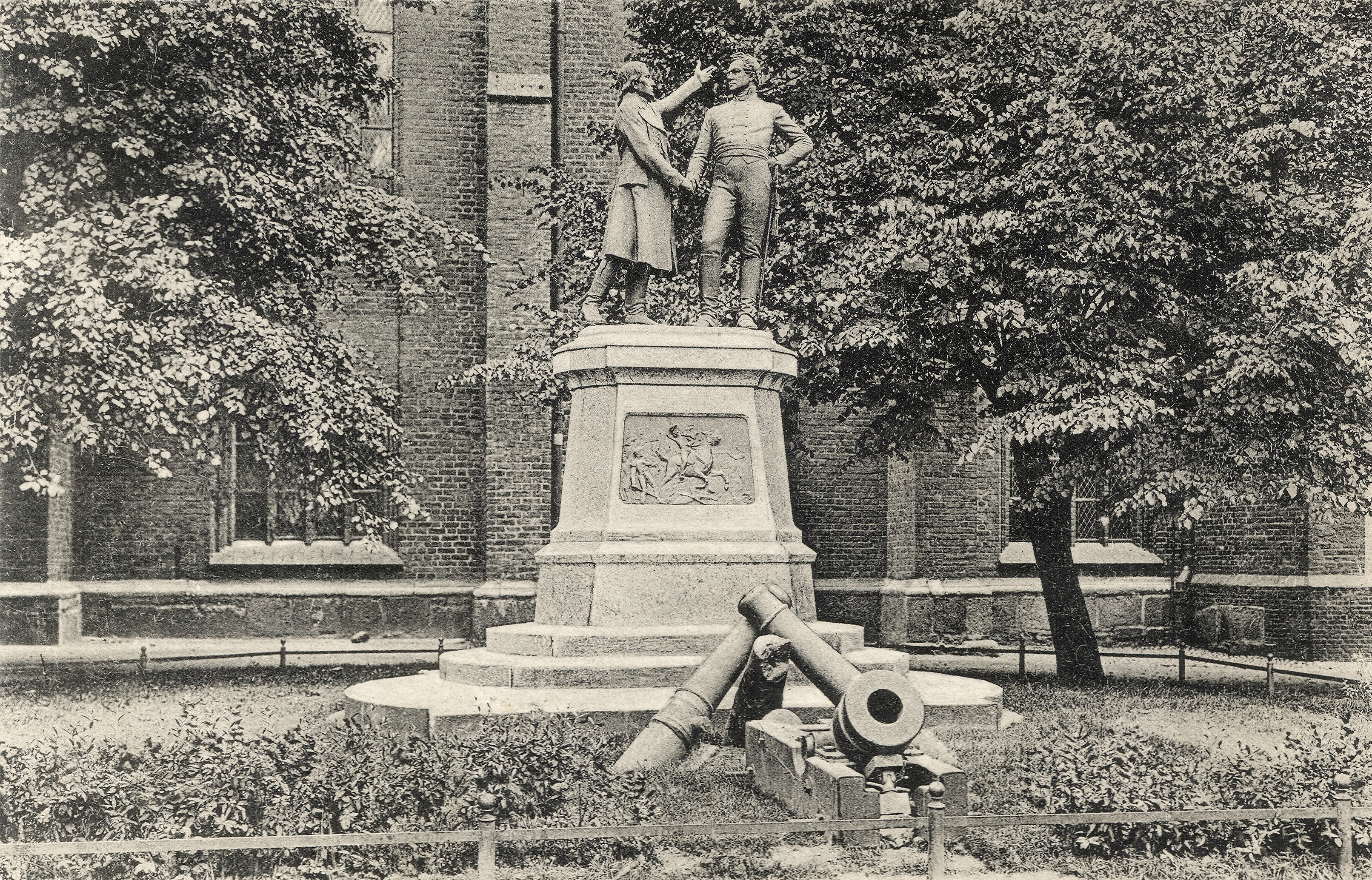
Pomnik Nettelbecka i Gneisenaua w przedwojennym Kołobrzegu

Kolberg – niemiecki kolorowy film historyczny z 1945 roku. Ostatni film fabularny wyprodukowany w III Rzeszy i zarazem najdroższa nazistowska produkcja filmowa, zrealizowana na specjalne zamówienie ministra oświecenia publicznego i propagandy Josepha Goebbelsa. Film miał w założeniu podnieść morale Niemców u schyłku II wojny światowej.

## Opis
Film wyreżyserował Veit Harlan, twórca słynnego antysemickiego obrazu Żyd Süss, produkcję nadzorował sam Goebbels. Kolberg powstał w poczdamskim Studio Babelsberg na kolorowej taśmie Agfacolor.
Monumentalny jak na owe czasy i możliwości film niósł ze sobą jasne przesłanie oparte na historii bohaterskiej obrony twierdzy Kołobrzeg przez wojsko pruskie i mieszkańców przed potężną armią napoleońską w 1807 r. Posłużono się przy tym manipulacją historyczną, gdyż w rzeczywistości waleczność obrońców Kołobrzegu nie zmieniła całościowego obrazu wojny. Bohaterstwo kołobrzeskich Niemców miało więc wymowę wyłącznie moralną. W celu uzyskania odpowiedniego efektu propagandowego, manipulowano także chronologią wydarzeń. Postacie dowódcy obrony twierdzy majora Augusta Neidhardta von Gneisenau, dowódcy korpusu ochotniczego Ferdynanda von Schilla oraz kołobrzeskiego burmistrza Joachima Nettelbecka przez lata w Prusach obrastały w legendę. Waleczność obrońców miasta-twierdzy, liczących w porównaniu z 18-tysięcznymi siłami francuskimi zaledwie 5700 ludzi, często podkreślano w historii Niemiec, jednak nigdy wcześniej nie doczekała się tak poważnej oprawy. Mimo wielu znaczących postaci, bohaterami opowieści mieli być mieszczanie i okoliczni chłopi, zjednoczeni ponad podziałami i różnicami w walce z przeważającymi siłami francuskimi. Film ewidentnie wskazywał na rolę, jaką w obronie Rzeszy powinny odegrać oddziały Volkssturmu.
Kolberg był kręcony z wielkim rozmachem, nie licząc się niemal z kosztami produkcji – 8,5 mln marek, zdjęcia do filmu powstawały w Kołobrzegu i na jego przedpolach, a także w przedwojennym Trzebiatowie, Szczecinku, Królewcu i w Brandenburgii. W celu realizacji scen ze zniszczonego i palącego się miasta wybudowano w okolicach Berlina wiele budynków mających imitować Kołobrzeg. Podczas gdy niemiecka armia miała coraz większe trudności z odbudowywaniem swojego stanu liczebnego, do kręcenia filmu jako statyści były wykorzystywane jednostki Wehrmachtu, by zapewnić filmowi wiarygodnych wizualnie żołnierzy w scenach batalistycznych. Dla ukazania Kołobrzegu w zimowej scenerii w okresie letnim, kiedy realizowano zdjęcia, Harlanowi dostarczano 100 wagonów soli mającej być filmowym śniegiem. Sam Goebbels obiecywał sobie po Kolbergu „nadzwyczajny sukces”, pisząc w swoim dzienniku po obejrzeniu pierwszej wersji filmu w grudniu 1944 r., iż „(...) z punktu widzenia nastrojów narodu niemieckiego będzie można jego oddziaływanie porównać z efektem wygranej bitwy.
Film po ponad rocznym okresie produkcji swoją premierę miał 30 stycznia 1945 w obleganym przez aliantów porcie La Rochelle, taśmę z filmem zrzucono niemieckim żołnierzom na spadochronie. Również w bombardowanym Berlinie tego samego dnia odbył się pokaz filmu, publiczność stanowiła niewielka grupa nazistów. Data premiery filmu była jednocześnie 12. rocznicą objęcia władzy przez Hitlera.
Kolberg jako film propagandowy nie odniósł zamierzonego celu, ukazując się w czasie, gdy wizyty w kinie były jedną z ostatnich rzeczy, o jakiej myśleli rozpaczliwie broniący się na wszystkich frontach Niemcy. Jego wymowę osłabił też fakt, że w trakcie emisji upadł właśnie Kołobrzeg (dla załagodzenia negatywnego wydźwięku, Goebbels doprowadził do wykreślenia tej informacji z oficjalnego komunikatu kwatery głównej Wehrmachtu).
Po wojnie film trafił do archiwum filmowego i na listę filmów zakazanych, obecnie stanowi dokładny przykład niemieckiej propagandy filmowej, a sam reżyser Veit Harlan dwukrotnie był sądzony pod zarzutem czynnego wspierania hitlerowskich zbrodni przeciwko ludzkości – jednakże uniknął wyroku skazującego.

## Obsada
- Pułkownik von Loucadou – Paul Wegener
- Porucznik Ferdinand von Schill – Gustav Diessl
- Joachim Nettelbeck – Heinrich George
- Maria – Kristina Söderbaum
- Major August Neidhardt von Gneisenau – Horst Caspar
- Fryderyk Wilhelm III Pruski – Claus Clausen
- Claus – Kurt Meisel
- Książę Ludwik Ferdynand – Jaspar von Oertzen (scena śmierci księcia została wycięta)
- Pani von Voß – Greta Schröder
- Bauer Werner – Otto Wernicke
- Rektor – Paul Bildt

| Zdjęcia z filmu                                 |
| ----------------------------------------------- |
| Plakat reklamujący film Kolberg                 |
| Heinrich George i Horst Caspar w jednej ze scen |
| Scena batalistyczna                             |
| Heinrich George i Kristina Söderbaum            |
| Reżyser Vait Harlan                             |